# Bijstandsmoeder
Een bijstandsmoeder is een vrouw met kinderen die gehele of aanvullende bijstand ontvangt. Een bijstandsvrouw ontvangt gehele of aanvullende bijstand, maar heeft geen kinderen. Een man met volledige of aanvullende bijstand heet in de volksmond bijstandstrekker. De termen deden hun intrede na de invoering van de Algemene bijstandswet in Nederland in 1965, nu de Participatiewet. Bijstandsgerechtigden zijn onder meer verplicht er alles aan te doen om te voorzien in hun eigen kosten van levensonderhoud. Vrouwen in de bijstand moeten evenals mannen betaald werk zoeken en hebben dus sollicitatieplicht. 

## Bijstand naast eigen inkomen
Veel werkende vrouwen hebben een te laag inkomen om geheel te kunnen voorzien in de kosten van levensonderhoud. Vrouwen krijgen meestal minder salaris uitbetaald dan mannen en kunnen vaak geen werk vinden met een volledige werktijd. Steeds vaker zijn ze aangewezen op contracten zonder gegarandeerd aantal werkuren, die geen garantie bieden op volwaardig inkomen. Daarom moeten veel werkende vrouwen een beroep doen op aanvullende bijstand, en heten ze in de volksmond nog steeds bijstandsvrouwen.
Inkomen uit arbeid, alimentatie of welke vorm van inkomen dan ook, wordt in mindering gebracht op de uitkering. Gemeenten mogen bijstandsgerechtigden een klein deel van de eigen inkomsten laten behouden. Volgens de participatiewet hebben alle bijstandsgerechtigden een arbeidsplicht en inlichtingenplicht. Ze moeten elke wijziging in vermogen of inkomen en alle andere wijzigingen die mogelijk het recht op bijstand kunnen beïnvloeden binnen enkele dagen melden bij de gemeentelijke sociale dienst.

## Kinderen
Na beëindiging van een relatie waaruit kinderen zijn voortgekomen is het vaak de vrouw die kinderen verzorgt en voorziet in de financiën die nodig zijn voor verzorging, opvoeding en scholing van die kinderen. Als de vrouw hiervoor onvoldoende eigen middelen heeft, kan ze aanspraak maken op bijstand van de overheid en soms op alimentatie van de ex-partner.
Gemeenten mogen besluiten om een vrouw kort vóór en na de bevalling van een kind enige tijd van de arbeidsplicht te ontheffen. Alleenstaande ouders kunnen de gemeentelijke sociale dienst verzoeken om gedurende korte tijd vrijgesteld te worden van de sollicitatieplicht, om zich geheel te wijden aan de verzorging van een zeer jong kind. Aan mannen wordt deze ontheffing minder vaak toegekend dan aan vrouwen.

## Discussie
In de politiek is veel discussie over deze minima, omdat zij niet aan het arbeidsproces zouden deelnemen, maar een groot deel van de Nederlanders die bijstand ontvangen werkt en heeft een arbeidsplicht. Hoewel het leiding en uitvoering geven aan gezinstaken en voorts het verzorgen en opvoeden van de eigen kinderen van belang is, worden aan mensen met en zonder kinderen vrijwel dezelfde eisen gesteld als zij aanspraak maken op hun recht op financiële bijstand door de overheid.
Critici betogen dat het tegenwoordig een keuze is om kinderen te nemen of niet en dat niet als vanzelf de verantwoordelijkheid voor deze kinderen bij de overheid gelegd moet worden. Gemeenten verhalen de Participatiewet-uitkering soms op de ex-partner.    